# Dasypeltis
Dasypeltis är ett släkte av ormar som ingår i familjen snokar.
Släktets arter är med en längd omkring 1 meter medelstora ormar. De lever i centrala och södra Afrika och kan anpassa sig till olika habitat. Födan utgörs främst av fågelägg. Flera arter liknar i utseende de giftiga ormarna som förekommer i samma region. Honor lägger ägg.
Dessa ormar har inga synliga tänder utan små tänder som är inbäddade i den tjocka gommen. De kan svälja ägg som är tre gånger större än deras huvud på grund av en särskild elastisk underkäke och elastiska axlar. Ögonen har lodräta pupiller. I matstrupen förekommer tandliknande utskott som bryter äggets skal. Arterna härmar de giftiga ormarnas (bland annat släktet Echis) läte genom av skrapa fjällen mot varandra. De utför även hastiga rörelser med den öppnade munnen mot fienden. Individerna är främst nattaktiva och de vistas oftast på marken. Ibland klättrar de i träd eller på klippor.
Arter enligt Catalogue of Life:
- Dasypeltis atra
- Dasypeltis confusa
- Dasypeltis fasciata
- Dasypeltis gansi
- Dasypeltis inornata
- Dasypeltis medici
- Dasypeltis sahelensis
- Dasypeltis scabra